# Dobrače (Arilje)
Dobrače (Servisch cyrillisch Добраче) is een plaats in de Servische gemeente Arilje. De plaats telt 821 inwoners (2002).